# Ba Mã
Huyện tự trị dân tộc Dao Ba Mã (tiếng Tráng: Bahmax Yauzcuz Swci Yen, chữ Hán giản thể: 巴马瑶族自治县; chữ Hán phồn thể: 巴馬瑤族自治縣; Pinyin: Bāmǎ yáozú zìzhìxiàn) là một đơn vị hành chính thuộc địa cấp thị Hà Trì, tỉnh Quảng Tây, Trung Quốc.

## Trấn
- Ba Mã (巴马镇)

## Hương
- Yên Động (燕洞乡)
- Giáp Triện (甲篆乡)
- Na Xã (那社乡)
- Sở Lược (所略乡)
- Cục Tang (局桑乡)
- Tây Sơn (西山乡)
- Bình Động (平洞乡)
- Đông Sơn (东山乡)
- Phượng Hoàng (凤凰乡)
- Na Đào (那桃乡)
- Bách Lâm (百林乡)